# Арменска отровница
Арменската отровница (Montivipera raddei) е вид змия от семейство Отровници (Viperidae). Видът е почти застрашен от изчезване.

## Разпространение
Видът е ендемичен за Армения, Азербайджан, Иран и Турция. Вероятно също се среща и в Ирак.